# 耆社契帖
耆社契帖（朝鮮語：기사계첩）是朝鮮王朝後期的一種美術和文藝記述形式，將耆社中的情景用肖像畫的形式描繪出來。現流行的版本一般為肅宗四十五年（西元1719年）耆社聚會後，接受與會耆臣的建議所製成。其能較好地反映18世紀肖像畫的樣式。
帖上另有誌慶誌祝之詩，均由耆臣們親筆題寫。其餘註解和說明由書官用正楷書寫。

## 外部連結
- 耆社契帖 - 文物簡介